# 디셈버 보이즈
《디셈버 보이즈》(영어: December Boys)는 오스트레일리아, 독일, 미국에서 제작된 로드 하디 감독의 2007년 드라마 영화이다. 대니얼 래드클리프 등이 출연하였고, 리처드 베커 등이 제작에 참여하였다.

## 출연진
- 대니얼 래드클리프
- 리 코미
- 크리스천 바이어스
- 제임스 프레이저
- 잭 톰프슨
- 테리사 파머
- 설리번 스테이플턴
- 빅토리아 힐
- 크리스 매퀘이드
- 랠프 코터릴
- 프랭크 갤러커
- 주디 파

## 기타 제작진
- 미술: 레슬리 빈스

## 같이 보기
- 오스트레일리아 영화